# Dōkyūsei
Dōkyūsei (同級生?) es una serie de manga de género shōnen-ai escrita e ilustrada por Asumiko Nakamura. Fue serializada en Japón en la revista Opera de la editorial Akane Shinsha desde el 25 de julio de 2006 al 27 de julio de 2007. Una secuela, titulada Sotsugyōsei, fue publicada entre octubre de 2007 y agosto de 2009; componiéndose de dos volúmenes. El 27 de abril de 2012, fue lanzada una tercera parte del manga, O.B, la cual también contó con dos partes y finalizó el 27 de diciembre de 2013. Nakamura también ha creado un spin-off titulado Sorano to Hara, cuya publicación estuvo vigente desde 2009 hasta 2011, y se centra en la relación de Hara y Aoto Sorano.
La historia se centra en Hikaru Kusakabe y Rihito Sajō, dos estudiantes de secundaria cuyas personalidades no podrían ser más diferentes, pero que, gracias a un curioso giro del destino, ambos encuentran un insuperable amor en el otro. 

## Argumento
Hikaru Kusakabe y Rihito Sajō son compañeros de instituto con nada en común. Kusakabe es un joven de carácter inquieto y despreocupado, toca la guitarra en un grupo de rock y no se muestra muy acongojado acerca de su futuro. En cambio, Sajō es un estudiante modelo y sombrío que no parece encajar del todo en el instituto. Un día, Kusakabe se da cuenta de que Sajō no canta en los ensayos del coro debido a su falta de oído musical, por lo que se ofrece a sí mismo para darle lecciones de música. Entre refrescos compartidos bajo el sol de verano, nace entre ellos un amor de adolescencia que crecerá con el devenir de las estaciones. Ambos posteriormente se encaminarán hacia el final de sus días de instituto y el comienzo de la vida adulta.

## Personajes
Hikaru Kusakabe (草壁 光 Kusakabe Hikaru?)
Voz por: Hiroshi Kamiya
Kusakabe es uno de los protagonistas de la historia. Solía tocar la guitarra en una banda con sus amigos hasta que posteriormente se separaron al finalizar la secundaria. No sobresale en nada relacionado con la escuela, pero en cambio, es bueno con la música. Adora las canciones de rock británicas y el J-pop clásico. Kusakabe nació a principios del verano y tiene una hermana mayor con quien se lleva muy bien. Más adelante, obtiene una licencia para conducir motocicletas y espera conseguir un trabajo en el campo de la música.
Rihito Sajō (沙条 理人 Sajō Rihito?)
Voz por: Kenji Nojima
Sajō es un estudiante modelo que se destaca en física, pero es terriblemente malo en la música. Nacido como el hijo mayor a finales de otoño, su madre es nativa de Kioto mientras que su padre de Yokohama. Su abuelo es un exprofesor universitario de cristianismo y actualmente vive en Nueva Zelanda. Su primer amor fue un niño de sexto año cuando Sajō cursaba primer grado. 
Manabu Hara (原 マナブ Hara Manabu?)
Voz por: Hideo Ishikawa
Un solitario profesor de secundaria de 37 años de edad que ha sido objeto de múltiples amores no correspondidos, siendo el primero su antiguo profesor Arisaka y más tarde su propio estudiante, Sajō. Sus estudiantes son propensos a llamarle por apodos, tales como "Sekuhara" (acoso sexual) y "Hara-sensei" (un juego de palabras que también puede traducirse como acoso sexual) debido a que su nombre es fácil de mezclar con otras palabras.
Satoshi Arisaka (有坂 聡 Arisaka Satoshi?)
Fue el primer amor de Hara y su profesor de química cuando este era un estudiante. Ambos comenzaron una breve relación, hasta que Arisaka pidió licencia por paternidad además de negar sus sentimientos. Solía estar casado y esperaba ser un buen padre y marido si ignoraba sus sentimientos, pero finalmente aceptó su sexualidad y se divorció de su esposa después de que diera a luz. Actualmente se encuentra en una relación complicada con Hibiki, uno de sus estudiantes, y se mete en peleas frecuentes con los padres de este último.

## Media

### Manga
El manga ha sido serializado para su publicación en Estados Unidos por Digital Manga Publishing bajo el título de Classmates, en Polonia por Waneko, mientras que en España lo ha sido por Tomodomo Ediciones bajo el nombre de En la misma clase. Tomodomo Ediciones también ha sido publicado un spin-off de la serie, Sorano to Hara, así como también O.B bajo el nombre de Antiguos alumnos. Una película animada de una hora de duración, dirigida por Shoko Nakamura y producida por A-1 Pictures, fue estrenada en los cines japoneses el 20 de febrero de 2016. El filme fue licenciado en Estados Unidos por Aniplex of America. Se le considera la primera película de temática yaoi que fue estrenada en los cines. Se estima que el filme amasó una suma total de 200 millones en dólares estadounidenses.

## Recepción
En octubre de 2016, Dōkyūsei se posicionó en el puesto número uno en la lista de MyAnimeList de las diez mejores películas animadas de romance de todos los tiempos.